# 维农
维农（法語：Vinon，法語發音：[vinɔ̃]）是法国谢尔省的一个市镇，属于布尔日区。

## 地理
维农（47°17'7"N, 2°49'34"E）面积18.01 平方千米，位于法国中央-卢瓦尔河谷大区谢尔省，该省份为法国中部省份，北起卢瓦雷省，西接卢瓦-谢尔省和安德尔省，南至克勒兹省，东南接阿列省，东临涅夫勒省。
与维农接壤的市镇（或旧市镇、城区）包括：比埃、弗村、加德福尔、圣布伊兹、桑塞尔、托沃奈、沃格。

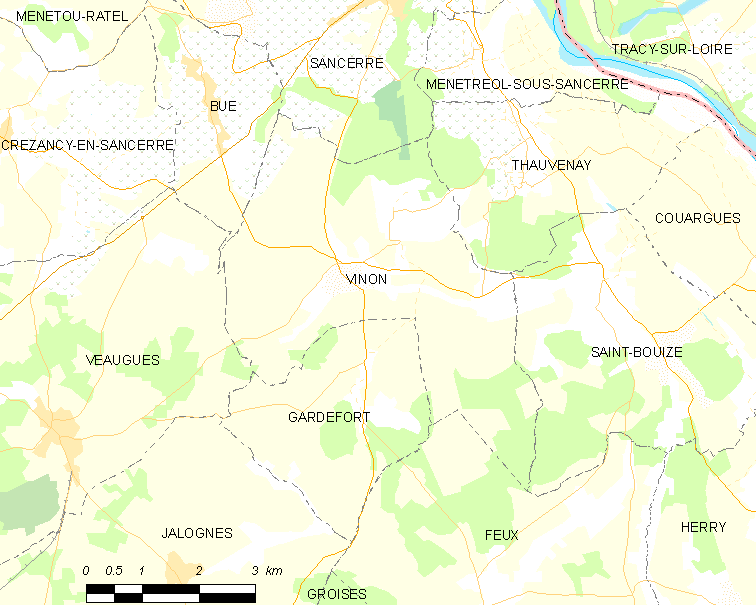
维农的OSM定位图

维农的时区为UTC+01:00、UTC+02:00（夏令时）。

## 行政
维农的邮政编码为18300，INSEE市镇编码为18287。

## 政治
维农所属的省级选区为桑塞尔县。

## 人口

1962-2008年间维农人口变化图示

维农于2022年1月1日时的人口数量为297人。